# Virginia Slims of Newport 1986
Virginia Slims of Newport 1986 — жіночий тенісний турнір, що проходив на відкритих трав'яних кортах Newport Casino в Ньюпорті (США). Належав до Світової чемпіонської серії Вірджинії Слімс 1986. Відбувсь увосьме і тривав з 14 липня до 20 липня 1986 року. Перша сіяна Пем Шрайвер здобула титул в одиночному розряді й отримала за це 30 тис. доларів США.

## Фінальна частина

### Одиночний розряд
Пем Шрайвер —  Лорі Макніл 6–4, 6–2
- Для Шрайвер це був 2-й титул в одиночному розряді за рік і 13-й — за кар'єру.

### Парний розряд
Террі Голледей /  Хетер Ладлофф —  Кеммі Макгрегор /  Гретхен Магерс 6–1, 6–7, 6–3